# سفرهای دور و دراز هامی و کامی در وطن (مجموعه تلویزیونی)
سفرهای دور و دراز هامی و کامی در وطن یک مجموعه تلویزیونی ایرانی محصول سال ۱۳۵۵–۱۳۵۶ به کارگردانی، نویسندگی و تهیه‌کنندگی نادر ابراهیمی است که از برنامه کودک و نوجوان تلویزیون ملی ایران پخش شد.

## داستان
استاد مهروند با همکاری دوستانش که می‌کوشند برنامه ای به نام طرح تربیتی و آموزشی برای کودکان ۱۱ تا ۱۳ ساله اجرا کنند. برای این طرح دو نوجوان به نام‌های هامی (همایون) و کامی (کامبیز) برمی‌گزینند. پس از پایان مرحله آموزش مهارت‌ها، و اطمینان از دریافت نسبی چگونگی طرح از سوی هامی و کامی، همهٔ وسیله‌ها و ابزاری که برای یک زندگی مستقل لازم است، در دسترس آن دو گذاشته می‌شود. (حتی ماشین) دو نوجوان با دلهره و شور بسیار از خانواده‌ها و دوستان خود خداحافظی می‌کنند و سفر دور و دراز خود را به اقصا نقاط ایران آغاز می‌کنند. در این سفرها، پژوهشگران بدون اینکه بچه‌ها بدانند از دور مواظب بچه‌ها هستند. بچه‌ها آزادند هر کاری دوست دارند انجام بدهند، به هرجا می‌خواهند بروند و هر باوری که دارند به زبان بیاورند و انجام بدهند.